# Langonnet
 Langonnet  (en bretón Langoned) es una población y comuna francesa, situada en la región de Bretaña, departamento de Morbihan, en el distrito de Pontivy y cantón de Gourin.

## Demografía
| 3083 | 2791 | 2373 | 2106 | 2005 | 1918 |
| Para los censos de 1962 a 1999 la población legal corresponde a la población sin duplicidades (Fuente: INSEE [Consultar]) |      |      |      |      |      |